# 成粲
成粲（?—?），字伯阳。
晋武帝時任北军中侯，羊琇和成粲密谋，去见杨珧，然后持刀杀了他。杨珧知道他们的意图，推辞有病不出来相见。杨珧让有关部门上奏羊琇，把他降职为太仆。羊琇又怒又恨，结果生病死了。成粲後为侍中，太康六年（285年）受命草定藉田之仪，太康九年（288年）议称景侯论太社不立京都，想要击破郑氏学。成粲转任太常、又惠帝時任為太孫太傅。
现存《平乐市赋》一篇，已残缺，见《初学记》。